# Do You Want To
Do You Want To je pilotní singl k druhé desce skotské indie-rockové kapely Franz Ferdinand. Byl vydán 19. září 2005, v britském žebříčku obsadil 4. místo. Video režírované Dianem Martelem vyšlo 23. srpna, v den svého uvedení na MTV bylo hráno každou hodinu.

## Úryvek textu
Well he's a friend and he's so proud of you 
He's a friend and I knew him before you, oh yeah
Well he's a friend and he's so proud of you
You're famous friend well I blew him before you, oh yeah

## Jednotlivé verze

### CD
1. Do You Want To
2. Your Diary

### Sedmipalcová gramodeska
1. Do You Want To
2. Get Away

### Dvanáctipalcová gramodeska
1. Do You Want To (Erol Alkan Glam Racket Remix)
2. Do You Want To